# Literary Review
Literary Review är en brittisk litteraturtidskrift, som grundades 1979 av Anne Smith, som då var prefekt på institutionen för engelska språket på  University of Edinburgh. Den har sitt kontor i London. 
I tidskriften recenseras böcker inom fiktion, historia, politik, biografier och reselitteratur. Tidskriften är också känd för att årligen sedan 1993 dela ut Bad Sex in Fiction Award.

## Bad Sex in Fiction Award
Priset har delats ut årligen sedan 1993. Syftet är "att fästa uppmärksamhet på den råa, smaklösa och ofta mekaniska användningen av överflödiga avsnitt med sexuella beskrivningar i nutidens romaner, och att motverka detta".

### Vinnare
- 1993: Melvyn Bragg, A Time to Dance
- 1994: Philip Hook, The Stonebreakers
- 1995: Philip Kerr, Gridiron
- 1996: David Huggins, The Big Kiss: An Arcade Mystery
- 1997: Nicholas Royle, The Matter of the Heart
- 1998: Sebastian Faulks, Charlotte Gray
- 1999: A. A. Gill, Starcrossed
- 2000: Sean Thomas, Kissing England
- 2001: Christopher Hart, Rescue Me
- 2002: Wendy Perriam, Tread Softly[1]
- 2003: Aniruddha Bahal, Bunker 13
- 2004: Tom Wolfe, I Am Charlotte Simmons
- 2005: Giles Coren, Winkler[2]
- 2006: Iain Hollingshead, Twenty Something[3]
- 2007: Norman Mailer, The Castle in the Forest[4]
- 2008: Rachel Johnson, Shire Hell; John Updike, Lifetime Achievement Award[5]
- 2009: Jonathan Littell, The Kindly Ones
- 2010: Rowan Somerville, The Shape of Her[6]
- 2011: David Guterson, Ed King[7]
- 2012: Nancy Huston, Infrared[8]
- 2013: Manil Suri, The City of Devi
- 2014: Ben Okri, The Age of Magic[9]
- 2015: Morrissey, List of the Lost[10]
- 2016: Erri De Luca, The Day Before Happiness
- 2017: Christopher Bollen, The Destroyers
- 2018: James Frey, Katerina
- 2019:  Didier Decoin, The Office Of Gardens And Ponds, och John Harvey, Pax[11]